# Pływanie na Letnich Igrzyskach Olimpijskich 1972 – 4 × 100 m stylem dowolnym mężczyzn
Sztafeta 4 × 100 m stylem dowolnym mężczyzn – jedna z konkurencji pływackich rozgrywanych podczas XX Igrzysk Olimpijskich w Monachium. Eliminacje i finał odbyły się 28 sierpnia 1972 roku.
Tytuł mistrzów olimpijskich obroniła reprezentacja Stanów Zjednoczonych. Amerykanie, którzy już w eliminacjach wyrównali rekord świata, w finale poprawili go o ponad dwie sekundy. Sztafeta w składzie: David Egdar (52,69), John Murphy (52,04), Jerry Heidenreich (50,78), Mark Spitz (50,90) uzyskała czas 3:26,42. Srebrne medale zdobyli pływacy z ZSRR (3:29,72), a brąz wywalczyli reprezentanci NRD (3:32,42).

## Rekordy
Przed zawodami rekord świata i rekord olimpijski wyglądały następująco:
| Rekord            | Reprezentacja                                                                                              | Czas   | Miejsce     | Data                 |       |
| ----------------- | --- | ------ | ----------- | -------------------- | ----- |
| Rekord świata     | Stany Zjednoczone · Don Havens · Mike Weston · Bill Frawley · Frank Heckl                                  | 3:28,8 | Los Angeles | 23 sierpnia 1970     | [ 1 ] |
| Rekord olimpijski | Stany Zjednoczone · Zachary Zorn (53,4) · Stephen Rerych (52,8) · Mark Spitz (52,7) · Kenneth Walsh (52,8) | 3:31,7 | Meksyk      | 17 października 1968 | [ 2 ] |

W trakcie zawodów ustanowiono następujące rekordy:
| Data        | Etap konkurencji | Reprezentacja | Czas    | Rekord |
| ----------- | ---------------- | --- | ------- | ------ |
| 28 sierpnia | eliminacje       | Stany Zjednoczone · Dave Fairbank (52,61) · Gary Conelly (51,69) · Jerry Heidenreich (51,89) · David Edgar (52,63) | 3:28,84 | =      |
| 28 sierpnia | finał            | Stany Zjednoczone · David Edgar (52,69) · John Murphy (52,04) · Jerry Heidenreich (50,78) · Mark Spitz (50,90)     | 3:26,42 | WR     |

## Wyniki

### Eliminacje
| Miejsce | Wyścig | Reprezentacja     | Zawodnicy                                                                                            | Czas    | Uwagi |
| ------- | ------ | ----------------- | --- | ------- | ----- |
| 1.      | 2      | Stany Zjednoczone | Dave Fairbank (52,61) Gary Conelly (51,69) Jerry Heidenreich (51,89) David Edgar (52,63)             | 3:28,84 | Q, =  |
| 2.      | 1      | ZSRR              | Władimir Bure (53,00) Wiktor Mazanow (52,88) Wiktor Aboimow (52,84) Georgijs Kuļikovs (54,00)        | 3:32,72 | Q     |
| 3.      | 2      | NRD               | Wilfried Hartung (54,03) Peter Bruch (53,49) Udo Poser (54,31) Lutz Unger (53,29)                    | 3:35,13 | Q     |
| 4.      | 2      | Kanada            | Brian Phillips (54,64) Bruce Robertson (53,63) Timothy Bach (54,17) Robert Kasting (53,19)           | 3:35,64 | Q     |
| 5.      | 1      | Francja           | Gilles Vigne (54,63) Alain Mosconi (54,52) Alain Hermitte (53,69) Michel Rousseau (52,98)            | 3:35,84 | Q     |
| 6.      | 2      | Brazylia          | Ruy de Oliveira (54,48) Paulo Zanetti (53,82) Paulo Becskehazy (54,69) José Aranha (52,84)           | 3:35,84 | Q     |
| 7.      | 1      | RFN               | Gerhard Schiller (54,59) Rainer Jacob (54,27) Hans-Günther Vosseler (53,82) Kersten Meier (54,90)    | 3:37,59 | Q     |
| 8.      | 1      | Hiszpania         | Jorge Comas (54,88) Antonio Culebras (54,52) Enrique Melo (55,39) José Pujol (53,97)                 | 3:38,77 | Q     |
| 9.      | 1      | Włochy            | Roberto Pangaro (54,64) Paolo Barelli (54,10) Marcello Guarducci (54,39) Alberto Castagnetti (55,67) | 3:38,81 |       |
| 10.     | 2      | Australia         | Neil Rogers (55,12) Graham White (55,33) Bruce Featherston (55,43) Greg Rogers (54,57)               | 3:40,47 |       |
| 11.     | 1      | Holandia          | Peter Prijdekker (55,30) Bert Bergsma (54,41) Roger van Hamburg (55,74) Hans Elzerman (55,89)        | 3:41,36 |       |
| 12.     | 2      | Filipiny          | Luis Ayesa (55,33) Dae Imlani (57,58) Carlos Singson (57,30) Jairulla Jaitulla (57,16)               | 3:47,39 |       |
| 13.     | 2      | Salwador          | Salvador Vilanova (55,85) Reynaldo Patiño (59,57) Tomás Rengifo (57,72) Antonio Ferracuti (55,98)    | 3:49,14 |       |
| 14. !   | 1      | Meksyk            | Jorge Urreta (55,27) Joaquín Santibáñez Guillermo García Roberto Strauss                             | 3:43,46 | DSQ   |

### Finał
| Miejsce | Reprezentacja     | Zawodnicy                                                                                     | Czas    | Uwagi |
| ------- | ----------------- | --------------------------------------------------------------------------------------------- | ------- | ----- |
| 1. !    | Stany Zjednoczone | David Edgar (52,69) John Murphy (52,04) Jerry Heidenreich (50,78) Mark Spitz (50,90)          | 3:26,42 | WR    |
| 2. !    | ZSRR              | Władimir Bure (52,26) Wiktor Mazanow (53,13) Wiktor Aboimow (52,75) Igor Griwiennikow (51,57) | 3:29,72 |       |
| 3. !    | NRD               | Roland Matthes (52,89) Wilfried Hartung (53,31) Peter Bruch (53,20) Lutz Unger (53,01)        | 3:32,42 |       |
| 4.      | Brazylia          | Ruy de Oliveira (53,62) Paulo Zanetti (53,61) Paulo Becskehazy (53,73) José Aranha (52,17)    | 3:33,14 |       |
| 5.      | Kanada            | Bruce Robertson (53,52) Brian Phillips (52,56) Timothy Bach (54,41) Robert Kasting (52,70)    | 3:33,20 |       |
| 6.      | RFN               | Klaus Steinbach (53,45) Werner Lampe (52,81) Rainer Jacob (53,81) Hans Fassnacht (53,82)      | 3:33,90 |       |
| 7.      | Francja           | Gilles Vigne (54,47) Alain Mosconi (54,57) Alain Hermitte (53,41) Michel Rousseau (51,66)     | 3:34,13 |       |
| 8.      | Hiszpania         | Jorge Comas (54,32) Antonio Culebras (55,02) Enrique Melo (54,77) José Pujol (54,09)          | 3:38,21 |       |